# 物星大
物星 大（ものほし だい）は、漫画『3年奇面組』、『ハイスクール!奇面組』に登場する架空の人物。アニメでの声は塩沢兼人。PSソフト『THE テーブルホッケー』では岡野浩介。

## 人物

### プロフィール
昭和40年生まれ。血液型はB型。身長は50～168cm。体重は50kg。奇面組のメンバーで、立ち位置は左端。

### 特徴
一人称は「僕」。通称「おちょぼ口の大」。繋がった眉毛と釣り目が特徴的。中学校を2回落第しているため、高1時は18歳。オカマであり、メンバーの中では一際、異彩を放っている。乙女チックな性格で涙もろいところがあり、何かにつけて気絶するかと思えば、不良に対して怯まず度胸のあるところを見せたりもする。また、何かと理由を付けて服を脱ごうとする。その色っぽさは同性が思わず惹かれることがあるほどである。女子生徒とも仲が良い。口調は完全な女性口調ではなく、また、いわゆるオカマ口調ともやや違い、中性的。バレンタインデーになると、他のメンバー同様チョコレートを欲しがる方に回る。新沢曰く「いざとなれば一番頼りになる男」。「3年」の修学旅行で二条城での回では他のメンバーが暴走する場面で突然、暴れ出す描写がありヒステリックになった時の行動の危険度は冷越豪以上とも。またオカマであるにもかかわらずオカマに弱く、「オカマの痴漢」と聞いただけで失神したり、アニメでは大を男らしく矯正しようとしたメンバーが大に感化されてオカマになり、オカマであることを恥じた大がワイルドになることもあった。また原作では番長に絡まれた時は色香とキスで誤魔化してその隙に逃げるということをしていたが、アニメでは怖がらず余所行きの服に着替えてほぼ本気で番長の相手をしようとするなど若干性格の違いがみられた。
他のメンバー同様に高校時代までの学業成績は総合的に低かったが、全ての学科が不得手というわけではなく、得意科目は家庭科で、特に料理と裁縫が得意。国語科も詩集などは得意。美術科も少女漫画系のイラストやデザインなどは器用に模写やデッサンができる。また、他のメンバー同様に中学時代は水中で体を左右にくねらせる独特な「変態オカマ泳ぎ」など正式な泳ぎが全く出来なかったが、その後は内マタでなら「平泳ぎ」は出来るようになり、高校に入ってからは日本古来の泳法である「のし」を体得し、そのスピードも水泳部に匹敵するほどであった。
趣味はイラストポエム。夜はぬいぐるみを抱かないと寝られず、夜泣きをする。それに加えて低血圧で、メンバーから非難される事もしばしば。好きな男性のタイプは、世良公則、吉田拓郎、タモリ、山城新伍など。
「3年」の夏休み中、奇面組メンバーで海水浴に行った際、他のメンバーが日光浴しながらの昼寝中、漂着物をかぶって変な日焼けをしたが、「肌が弱いから焼きたくない」と海の家で休んでいたために唯一日焼けをしなかったり、「ハイスクール!」での避難訓練などでも、奇面組メンバーの中では大だけは何かと難を逃れることが多い。
「3年」のバスケットクラスマッチの番組との対戦では、試合中に他のメンバーが乱闘に巻き込まれる中、「あいつ、女みたいで気持ち悪い」と唯一ノーマークだったため、試合後半に勝敗を決めるシュートを放って、勝利に貢献している。他校との格闘試合においても勝利することも多い。
奇面組のニューリーダー選抜の際には、他の4人に自分と同じ趣味を持たせようとするも、道を外しそうになったため取り止めとなった。また潔がリーダーになった際には、彼のスカートめくりに関しては「僕の趣味じゃないけど」と不快感を示していた。
一応校を卒業後は美ヶ丘服飾専門学校に通い、そこを卒業してファッションデザイナーになっている。
読切版では「大」と言う名前だけが決定していた。
キャラクター人気投票では、1回目は男性キャラクター第8位。2回目は、総合で19位。

## 番外編での大
「刑事編」では島津署特犯課の刑事として登場。通称「レオタード」（勤務中もレオタードを着用しているため）。モダンバレエを習っている。バレエ教室では「スワン」と呼ばれ、デタラメな踊りで犯人を困惑させていた。
「ウルトラ編」では宇宙科学防衛警備一応秘密武装怪奇とにかく怪獣やっつけ隊（通称「やっつけ隊」）の隊員として登場。情報処理係と設定されているが、他の隊員に比べると特に目立ったシーンは皆無に近い。

## 家族
物星日和（ものほし ひより）
声 - 梨羽雪子
大の母。大に顔が似ている。性格は至ってまともだがおしゃべり。風邪を引いた大の予知が当たり、階段から落ちたことがある。
物星座男（ものほし ざお）
物星書店店主。大の父。息子同様にオカマであり、インパクトの強い顔からレジをやらせてもらえない。原作・アニメ共に長らく存在は描かれなかったが、後年の「帰って来た〜」に描かれた零の小学校時代のエピソードで初登場。「フラッシュ!」では事代先生が家庭訪問に来た際、手作りクッキーを振舞っている。

### 実家
本屋の「物星書房」を営む。店内には迷惑客防止用の仕掛けがある。大も時折、店番をすることがある。

## 逸話
- なお、上述の通り大は原作では普通の少年のような口調で話していたのだが、声を担当した塩沢兼人がアドリブでオカマ口調もまぜてしまった。当初は原作者の新沢からクレームも来たが、アニメ製作陣共々そのまま進めたとの事である。終盤には、新沢もイメージ的には認めた。
- 第一回人気投票では男性であるにもかかわらず、女性部門に票が入れられ「どっちで賞」を貰ったことがある[5]。
- 塩沢によると大を担当していた頃、『北斗の拳』のレイ役のファンから「やってほしくなかった」というファンレターが来たという[7]。

## 脚註
1. ↑  後藤広喜編「永久保存版!! JUMPオールキャラクター総勢148名!! 名鑑」『週刊少年ジャンプ 1986年37号』集英社、1986年8月25日、雑誌29934-8/25、11頁。
2. ↑  新沢基栄「（保存版）奇面組キャラクター名鑑＜男性編＞」『ハイスクール!奇面組 第10巻』集英社〈ジャンプ・コミックス〉、1985年6月15日、ISBN 4-08-851356-8、92頁。
3. ↑  テレビアニメ第83話Bパート「大くんを男らしく」
4. ↑  テレビアニメ第72話Bパート「奇面組ニューリーダーは誰だ!」
5. 1 2  新沢基栄「変態会議の巻」『3年奇面組 第5巻』集英社〈ジャンプコミックス〉、1984年3月15日、ISBN 978-4-08-851345-4、18−20頁。
6. ↑  新沢基栄「きみのお気に入りキャラは何位かな!?」『ハイスクール!奇面組 第16巻』集英社〈ジャンプ・コミックス〉、1987年2月15日、ISBN 4-08-851366-5、123頁。
7. ↑  渡辺由美子「塩沢兼人」『ロマンアルバム VOICE GALLERY 2』徳間書店、1996年5月25日、雑誌61578-33、69頁。